# 穆罕默德·迪卜·扎伊通
穆罕默德·迪卜·扎伊通（阿拉伯语：محمود ديب زيتون，1951年5月20日—）是叙利亚军事人物，现任叙利亚安全总局局长，也是叙利亚总统巴沙尔·阿萨德的亲密顾问。他是因在叙利亚内战中镇压反对派而被欧盟官方制裁的叙利亚高官之一。

## 背景
穆罕默德·迪卜·扎伊通生于叙利亚首都大马士革的一个阿拉维派家庭。在成为叙利亚安全总局局长之前，他担任政治安全局局长。2009年时任政治安全局局长穆罕默德·曼苏拉因在叙利亚与伊拉克边境参与有组织的走私活动而被免职，扎伊通接任。在成为政治安全局局长之间，他是该局的副局长。他在担任副局长期间与巴沙尔总统核心圈子的其他成员负责调查2008年真主党高级成员伊马德·穆格尼耶在大马士革遇刺案。

## 叙利亚内战中的角色
叙利亚内战开始后，扎伊通成为叙利亚政府负责应对和暴力镇压示威者的危机处理机构九人成员之一。在2012年7月大马士革炸弹袭击事件中，危机处理机构的四人死亡，巴沙尔总统遂对国家安全机构进行全面改组，扎伊通成为安全总局局长，而政治安全局局长之职由鲁斯图姆·加扎利继任。